# Rezolucja Rady Bezpieczeństwa ONZ nr 753
Rezolucja Rady Bezpieczeństwa ONZ nr 753 została przyjęta bez głosowania 18 maja 1992 r.
Po przeanalizowaniu wniosku Chorwacji o członkostwo w Organizacji Narodów Zjednoczonych, Rada zaleciła Zgromadzeniu Ogólnemu przyjęcie tego państwa do swojego grona.

## Źródło
- UNSCR - Resolution 753